# MySims SkyHeroes
MySims SkyHeroes — це відеогра, розроблена Behaviour Interactive та видана Electronic Arts. Це шоста і остання гра в серії MySims. Гра була випущена в 2010 році для Nintendo DS, PlayStation 3, Wii і Xbox 360.

## Ігровий процес
MySims SkyHeroes — це авіаційна гра, яка включає сольну кампанію, битви з босами, локальний кооператив і багатокористувацьку мережеву гру. Існують оновлення для літаків через редактор літаків, який дозволить гравцям налаштувати літак, використовуючи такі частини, як крила та двигуни, придбані під час виконання місій. Деякі оновлення є суто декоративними, як-от стилі коліс, але оновлення крил, двигуна та кузова покращують статистику за допомогою системи оцінювання у три зірки.

### Багатокористувацька гра
Доступні багатокористувацькі режими: гонки та битви. У багатокористувацькій грі користувачі, які мають ігровий профіль, зможуть використовувати свої збережені літаки та аватари.

## Сюжет
Гравець починає свою гру як невідомий пілот і очолює опір злому Моркубу та його дронам, які планують захопити повітряні шляхи. Гравцеві доведеться об’єднатися з NPC, щоб перемогти Моркуба та його Піратів Хаосу. Ця гра представляє нових персонажів Драгоміра та Світлану як найкращих пілотів Піратів Хаосу.

## Критика
| Агрегатор  | Оцінка | Оцінка | Оцінка | Оцінка |
| Агрегатор  | DS     | PS3    | Wii    | X360   |
| ---------- | ------ | ------ | ------ | ------ |
| Metacritic | 53/100 | 52/100 | 67/100 | 56/100 |

| Видання                            | Оцінка | Оцінка | Оцінка | Оцінка |
| Видання                            | DS     | PS3    | Wii    | X360   |
| ---------------------------------- | ------ | ------ | ------ | ------ |
| GamesMaster                        | Н/Д    | 80%    | Н/Д    | Н/Д    |
| GameSpot                           | Н/Д    | 4.5/10 | 4.5/10 | 4.5/10 |
| GameZone                           | Н/Д    | Н/Д    | Н/Д    | 5/10   |
| IGN                                | 5/10   | 7/10   | 7/10   | 7/10   |
| NGamer                             | 60%    | Н/Д    | Н/Д    | Н/Д    |
| Nintendo Power                     | Н/Д    | Н/Д    | 7.5/10 | Н/Д    |
| Nintendo World Report              | Н/Д    | Н/Д    | 7.5/10 | Н/Д    |
| PlayStation Official Magazine — UK | Н/Д    | 7/10   | Н/Д    | Н/Д    |
| Official Xbox Magazine (США)       | Н/Д    | Н/Д    | Н/Д    | 5.5/10 |
| Push Square                        | Н/Д    | 5/10   | Н/Д    | Н/Д    |

Гра отримала «змішані або середні відгуки» на всіх платформах згідно з вебсайтом агрегатора рецензій Metacritic.
В IGN прокоментували високу якість графіки версій для PlayStation 3 і Xbox 360. В IGN також прокоментували просте керування версією Wii, але вважають, що в грі немає нічого особливого. «У сюжетному режимі не вистачає розумного тексту, яким насолоджувалися деякі з попередніх ігор MySims, а відсутність різноманітності в місіях змушує більшість із них здаватись рутиною». «Багатокористувацька гра може бути веселою, але вона не робить нічого такого, чого ми раніше не бачили». Також прокоментували, що версія DS на диво складніша і набагато менш весела, ніж консольні версії. Жорсткий геймплей позбавляє від того, що могло б бути справді веселим досвідом для кількох гравців.